# Вознюк Володимир Оксентійович
Володи́мир Оксе́нтійович Возню́к  (нар. 1 січня 1950, с. Киселиці Путильського районуЧернівецької області) — поет, літературознавець, культуролог, культурно-громадський діяч

## Біографія
Народився в сім'ї священника.
Закінчив восьмирічну школу в рідному селі й середню в м. Путилі.
В 1967—1972 роках навчався у Чернівецькому державному університеті на філологічному факультеті.
Після закінчення університету, з липня 1972 року і до сьогодні працює директором Чернівецького літературно-меморіального музею Ольги Кобилянської.
Вірші почав писати ще навчаючись в школі — їх друкували в газетах і журналах, у колективних збірках «Ранковий клич», «Молодий день», «Калиновий спів», окремими книгами.
Був консультантом художніх фільмів, зіграв одну роль у кіно, є автором кількох відомих пісень, ряду літературознавчих книг, відомий культурний діяч.
Член Національної спілки письменників України (1990), Національної спілки кінематографістів України (2009), редколегії журналу «Дзвін», топонімічної комісії міста Чернівців.
Мешкає в Чернівцях.

## Творчий доробок
Поетичні книги:
- Твої кроки (1982);
- Із голосу скрипки (1989);
- Дощі дорогу переходять (1996);
- По білому білим (1999);
- Протяте каміння (2000);
- Стрітення (2002);
- Профіль маски, або 55 одкровень (2005);
- Відлуння твоїх кроків (2006);
- Під небесами Чернівців (2008);
- Благословляють небеса (2018).

Літературознавчі книги:
- Про Ольгу Кобилянську. Нові матеріали. Роздуми. Знахідки (1983);
- Буковинські адреси Ольги Кобилянської. Біографічно-краєзнавча монографія (2006).

Путівники:
- Музей-садиба Ольги Кобилянської в Димці (в співавторстві,1981);
- Чернівецький літературно-меморіальний музей Ольги Кобилянської (українською та англійською мовами, 2004).

Навчальний посібник:
- До джерел культури Буковини. Книга 1 (2002).

Консультант фільмів:
- «Меланхолійний вальс»;
- «Зірка шерифа» (1991);
- «Для домашнього огнища» (1992).

У кінострічці «Меланхолійний вальс» зіграв роль священика.
Автор пісень:
- Відлуння твоїх кроків (спільно з Володимиром Івасюком);
- Із голосу скрипки, або соло для Володимира Івасюка.

## Культурно-громадська діяльність
- Організація і проведення заходу: «Гостини в Ольги Кобилянської», котрі відбуваються в дні народження і дні вшанування пам'яті письменниці в її меморіальному кабінеті (Чернівці);
- Організація і проведення літературно-мистецьких заходів, які відбуваються в Чернівецькому українському музично-драматичному театрі імені Ольги Кобилянської, в Чернівецькій обласній філармонії, в Центральному палаці культури Чернівців, в Літньому театрі Чернівців, в міських кінотеатрах імені О. Кобилянської та І. Миколайчука, інших мистецьких, культурно-освітніх та навчальних закладах.

## Нагороди
- Заслужений працівник культури України (1998);
- Літературно-мистецька премія імені Сидора Воробкевича (1997);
- Літературна премія імені Дмитра Загула (2000);
- Літературно-мистецька премія імені Ольги Кобилянської (2006);
- Літературна премія імені Павла Тичини (2007);
- Всеукраїнська літературно-мистецька премія імені Братів Богдана та Левка Лепких (2009).